# Riksmålsforbundet

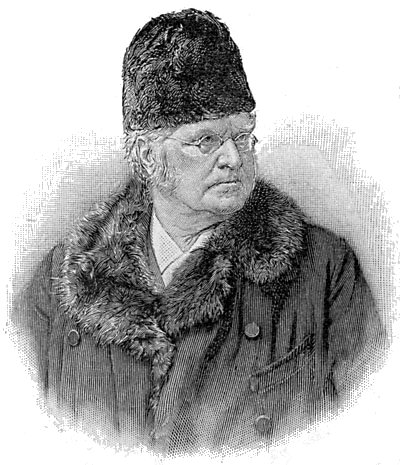
El poeta Bjørnstjerne Bjørnson fundó Riksmålsforbundet en 1907.

El Riksmålsforbundet (la traducción oficial es: La Sociedad Riksmål - La Sociedad para la Preservación del Noruego Estándar Tradicional) es una asociación civil fundada en 1907 para la promoción lingüística y filológica del Riksmål, variante estándar de la lengua noruega. Según la asociación, el riksmål es «la forma normal noruega moderna de lengua escrita heredada de la tradición lingüística danesa-noruega de los siglos XVIII y XIX y la lengua noruega hablada y leída relacionada». Riksmålsforbundet se ha opuesto sistemáticamente a la política del gobierno de compartir el noruego y la enseñanza obligatoria en una segunda lengua.

## Historia y actividades
Riksmålforbundet fue fundada el 7 de abril de 1907 por el poeta Bjørnstjerne Bjørnson en Fæstningens Gymnastiksal como reacción a la decisión del Storting sobre el estilo de lengua lateral para el examen artium. El trabajo organizado de Rikssmål se remonta a 1899, y surgió como respuesta a la organización de los hablantes nativos para hacer de la lengua nacional la «única lengua del país».
El Riksmålsforbundet sigue trabajando para preservar y cultivar el riksmål como lengua escrita estándar tradicional en Noruega.
Entre los miembros destacados del movimiento riksmål figuran el escritor Jens Bjørneboe, su primo Andre Bjerke, Terje Stigen, Karl Keilhau, Agnar Mikle, Arnulf Øverland, Sigurd Hoel, Johan Bernhard Hjort, Knut Vigert, Margrethe Aamot Everland y Sophie Helene Vigert. Portavoces no organizados de la idea de Riksmål son los escritores Claes Gill, Niels Kjær, Knut Hamsun, Gabriel Scott y Henrik Ibsen.
Después de la guerra, Arnulf Øverland asumió la dirección del sindicato y garantizó una reorganización eficaz. Consideraba el nynorsk una lengua cultural de pleno derecho, pero se oponía firmemente al samnorsk, una reforma propuesta de la lengua.
En mayo de 1952, la Asociación introdujo un glosario que seguía los formularios obligatorios de la edición de 1917, pero que se modificó ortográficamente para adaptarlo a la edición de 1938.
Las reformas lingüísticas de los últimos años, sobre todo las de 1981 y 2005, han permitido alcanzar muchos de los objetivos de la federación: la política del samnor ha sido oficialmente abolida, y la lengua oficial boxmole permite la gran mayoría de las formas modernas del rixmole.
El Partido Conservador, en su programa de partido, propuso la abolición de los grados separados y de los exámenes de lengua en la enseñanza secundaria.
La organización ha tenido varias filiales locales, pero sólo existen cuatro de ellas. Se trata de Bergens Riksmålsforening, Fredriksstad Riksmålsforening, Haugesund Riksmålsforening y Bergenstudentenes Riksmålsforening. De ellas, la mayor y más antigua es Bergens Riksmålsforening, fundada en 1900, siete años antes que Riksmålsforbundet.
Riksmålsforbundet publica la revista Ordet y Frisprog es editada por Foreldreaksjonen mot samnorsk.

## Presidentes
| Periodo   | Presidente            | Posición                             |
| --------- | --------------------- | ------------------------------------ |
| 1907–1910 | Bjørnstjerne Bjørnson | Autor                                |
| 1910–1911 | Ragna Nielsen         | Profesor                             |
| 1911–1916 | Alfred Eriksen        | Párroco                              |
| 1916–1918 | Johan M. Platou       | Inspector escolar                    |
| 1918–1919 | Jens Jørgen Mørland   | Director                             |
| 1919–1929 | Gerhard Holm          | Abogado General del Tribunal Supremo |
| 1929–1936 | Ragnar Ullmann        | Profesor                             |
| 1936–1937 | Alf Harbitz           | Autor                                |
| 1937–1939 | Gerhard Holm          | Abogado General del Tribunal Supremo |
| 1939–1945 | Harald Bakke          | Profesor                             |
| 1945–1947 | Jonas Hestnes         | Secretario                           |
| 1947–1956 | Arnulf Øverland       | Autor                                |
| 1956–1959 | Sigurd Hoel           | Autor                                |
| 1959–1961 | Ernst Sørensen        | Redactor                             |
| 1961–1969 | Johan Bernhard Hjort  | Abogado General del Tribunal Supremo |
| 1969–1974 | Aksel Lydersen        | Profesor                             |
| 1974–1983 | Knut Wigert           | Actor                                |
| 1983–1988 | Jan Willoch           | Propietario de la fábrica            |
| 1988–1990 | Erling Granholt       | Profesor                             |
| 1990      | Trond Vernegg         | Abogado                              |